# Безериц
Безериц (њем. Beseritz) општина је у њемачкој савезној држави Мекленбург-Западна Померанија. Једно је од 53 општинска средишта округа Мекленбург-Штрелиц. Према процјени из 2010. у општини је живјело 150 становника. Посједује регионалну шифру (AGS) 13055002.

## Географски и демографски подаци
Безериц се налази у савезној држави Мекленбург-Западна Померанија у округу Мекленбург-Штрелиц. Општина се налази на надморској висини од 30 метара. Површина општине износи 11,1 km².

## Становништво
У самом мјесту је, према процјени из 2010. године, живјело 150 становника. Просјечна густина становништва износи 14 становника/km².